# Georges André
Georges Jules André (Parigi, 26 luglio 1876 – Versailles, 19 marzo 1945) è stato un giocatore di curling e bobbista francese.

## Biografia
Partecipò ai I Giochi olimpici invernali edizione disputata a Chamonix (Francia) nel 1924, riuscendo a vincere una medaglia di bronzo nella squadra francese di curling con i connazionali Henri Aldebert, Henri Cournollet, Armand Bénédic, Pierre Canivet.
In quell'edizione l'argento andò agli svedesi, l'oro alla Gran Bretagna.
Si piazzò al quarto posto nella gara del bob a quattro.